# Machu Picchu
Machu Picchu [izgovori máču píkču] (v kečuanščini »stara gora«; imenovan tudi Izgubljeno mesto Inkov) so dobro ohranjene predkolumbovske inkovske razvaline, ki ležijo na visokem gorskem grebenu na nadmorski višini približno 2350 m. Machu Picchu leži nad dolino reke Urubamba v sedanjem Peruju, približno 70 km severozahodno od Cuzca. Kljub temu, da so domačini ves čas vedeli zanj, je Machu Picchu šele leta 1911 svetu predstavil ameriški zgodovinar Hiram Bingham, ki je o kraju napisal tudi knjigo.

## Zgodovina
Kraj je najbrž najbolj znan simbol Inkovskega imperija zaradi edinstvene lege, geoloških posebnosti in poznega odkritja leta 1911. Od leta 1983 je predel določen kot Unescova svetovna dediščina in vzbuja zaskrbljenost zaradi škode, ki jo povzroča turizem.
Machu Picchu je bil zgrajen okoli leta 1450, na vrhuncu inkovskega imperija. Zgrajen naj bi bil v obdobju dveh Inkov, Pachacutec Yupanqui (1438-1471) in Tupac Yupanqui (1472 - 93), opuščen pa nekaj več kot 100 let kasneje, leta 1572.. Dne 24. julija 1911 je ameriški zgodovinar zaposlen kot predavatelj na univerzi Yale, Hiram Bingham razglasil odkritje Machu Picchuja po tem, ko je iskal mesto Vilcabamba, zadnje zatočišče Inkov v času španskega osvajanja. Do Machu Picchuja je Binghama pripeljal Pablito Alvarez, domačin, 11-letni Kečua fant.
Arheološki dokazi (skupaj z nedavno obdelavo zgodnjih kolonialnih listin) kažejo, da Machu Picchu ni bilo navadno mesto, temveč podeželsko počitniško mesto za inkovsko plemstvo. Kraj ima veliko dvorišče, okoli njega pa stojijo velika palača in templji za inkovska božanstva ter druge zgradbe za vzdrževalno osebje. Ocenjujejo, da je v Machu Picchu prebivalo največ 750 ljudi istočasno, in verjetno jih je le malo živelo v mestu med deževno dobo in ko ni bilo plemstva.
Kraj naj bi Inki izbrali zaradi edinstvene lege in geoloških značilnosti. Govori se, da obris gorskega grebena za Machu Picchu predstavlja obraz Inka, ki gleda navzgor proti nebu, z najvišjim vrhom Huayna Picchu (kar pomeni Mlada ptica ali Mlada gora), ki predstavlja njegov nos. Sama gora Huayna Picchu ima obliko gigantske pume.
Inki so verjeli, da zemljine trde kamnine ne smejo lomiti, zato so mesto zgradili iz skal, ki so jih nalomili iz posameznih prodnikov, ki so jih našli na ozemlju. Za nekatere kamnite zgradbe niso uporabili malte. Zanašali so se na izredno natančno rezanje klad, kar je razvidno v kamnitih zidovih s špranjami, širokimi manj kot 1 mm.
Leta 1913 je kraj doživel pomemben promocijski dogodek, saj je revija National Geographic Society posvetila Machu Picchu celotno aprilsko izdajo.

## Lega
Sveto mesto Machu Picchu leži 70 km severozahodno od Cuzca, na grebenu gore Machu Picchu, ki se nahaja na približno 2350 m nadmorske višine. Ker leži skoraj 100 m nižje kot Cusco in ne robu deževnega gozda in ima zato milejšo in vlažnejšo klimo. Področje pozna suho in mokro sezono z večino letnega dežja, ki pade od oktobra do aprila. Dežuje lahko kadar koli v letu.
Machu Picchu leži nad zavojem reke Urubamba, ki obdaja mesto na treh straneh, na pečini, ki se dviga skoraj navpično 450 metrov. Območje je bilo odlično za obrambo. Včasih je bil možen dostop le preko visečega mostu v kraju Pongo de Mainique. Drugi most je bil zgrajen na zahodni strani Machu Picchuja iz drevesnih debel, na lokaciji, kjer je bila razlika v skalni steni 6 metrov, kar je omogočalo, da so most po potrebi odstranili in s tem onemogočili dostop v mesto.
Lega mesta je bila vojaška skrivnost, saj so bili globoki prepadi na robovih ostrih skal in robate gore odlična naravna obramba.
Mesto leži na sedlu med gorama Machu Picchu in Huayna Picchu. Imelo je lastne vire vode in dovolj zemljišča za pridelovanje hrane za štirikrat več ljudi kot jih je kadarkoli živelo tam. Pobočja so bila terasasto grajena, s tem je bila manjša erozija tal in zagotovljena zaščita pred plazovi. Dve visoko ležečih poti iz Machu Picchuja sta vodili čez gore v Cusco: ena skozi vrata, drugo pa čez most Inkov. Tako se lahko zlahka nadzorovali eventualne napadalce.

## Narodni park Machu Picchu
Leta 1981 je bilo območje 325,92 km², ki obkroža Machu Picchu, razglašeno za zgodovinski narodni park Peruja. To območje, ki ga ne omejujejo le same ruševine, vključuje tudi regionalno pokrajino skupaj z rastlinstvom in živalstvom, s poudarkom na obilici orhidej.
Najbolj uveljavljene teorije zagovarjajo obstoj Inkovske Ilacte: naselbina, zgrajena za nadziranje organizacije podjarmljenih regij. Bila je najlepša Ilacta Inkovskega imperija in naj bi bila zgrajena s posebnim namenom - varovati izbrance iz vrst inkovskega plemstva v primeru napada. Zdi se, da so jo včasih uporabljali kot počivališče inkovskega vladarja in tudi kot zvezdarno. Po španskem podjarmljenju je služila kot utrdba pri uporu zadnjega inkovskega vladarja Manco Ince.

## Tri območja
Po mnenju arheologov je bil Machu Picchu razdeljen na tri večje predele: na Sveti predel, na Ljudski predel, ki je bil južneje, in Predel svečenikov in plemstva (t. i. gosposki del).
V prvem, svetem delu, so prvotni arheološki zakladi: Intihuatana, Sončev stolp in Svetišče treh oken. Ti so bili posvečeni njihovemu najmogočnejšemu božanstvu - bogu Sonca Intiju.
Gosposki del je bil namenjen plemstvu: skupina hiš, razvrščenih v vrste po pobočju; rezidenca Amautas (modre osebe), značilna po svojih rdečkastih stenah in predel Nastas (princes) – vsi ti so imeli sobe v obliki trapeza. V notranjosti trdnjave je obstajal prostor, opredeljen kot zapor, kjer so v kamnitih nišah kaznovali zapornike.
Veličasten mavzolej je kamnita klada z obokano notranjostjo in izklesanimi stenami. Namenjen je bil obredom ali žrtvovanjem.

## Arhitektura
Na vseh zgradbah v Machu Picchuju je bil uporabljen klasični inkovski arhitekturni slog: gladki zidovi pravilnih oblik, s tako natančnimi spoji med vsakim blokom, da je skoraj nemogoče verjeti, da so jih sploh lahko izklesali. Kamniti bloki se tako tesno prilegajo drug drugemu, da v reže ni moč vtakniti niti noževe konice.
Inki niso poznali kolesa. Kako so torej premaknili in namestili te ogromne kamnite bloke ostaja skrivnost, splošno pa je prepričanje, da naj bi uporabili na stotine dela sposobnih ljudi, ki so bloke potiskali navzgor po pobočju. O gradnji niso pustili nobenih zapisov, ker niso poznali knjižnega jezika.
Celoten prostor sestoji iz 140 zgradb, vključno s templji, svetišči, trgi in bivališči. Tam pa je tudi več kot 100 kamnitih teras – pogosto popolnoma izklesanih v posamezno granitno skalo, in precejšnjim številom vodometov, medsebojno povezanih s kanali in odvajanjem vode skozi predrte kamne, prvotno namenjene namakalnemu sistemu.

## Ceste
Med tisočimi cestami, ki so jih ustvarile predkolumbovske kulture v Južni Ameriki, so bile tiste, ki so jih zgradili Inki, med najzanimivejšimi. Cestno omrežje se je stikalo v Cuzcu, prestolnici inkovskega imperija. Ena od teh cest je vodila v Machu Picchu. Inki so razlikovali obalne in gorske poti, prve so se imenovale Camino de los Ilanos (ravninske poti) druge pa Capac Nam.
Danes po teh cestah vsako leto hodi na tisoče turistov - pohodnikov, še posebej po Capac Nam. Preden se peš odpravijo na dvo- do štiridnevno potovanje iz doline reke Urubamba, se turisti privajajo na višino v Cuzcu.

## Omejitev vstopa
The World Monuments Fund je dal leta 2008 Machu Picchu na svoj seznam 100 najbolj ogroženih mest na svetu, zaradi degradacije okolja. To je posledica vpliva turizma in nenadzorovanega razvoja dogodkov v bližnjem mestu Aguas Calientes, ki slabo nadzoruje dostop obiskovalcev ter želi zgraditi most čez reko Vilcanota, ki bi omogočil še več turistom dostop do arheološkega mesta.
V juliju 2011 je Regionalna direkcija za kulturo Cusco (DRK) uvedla nov režim za obiskovanje kompleksa Machu Picchu. Veljajo strožja pravila in ukrepi, ki naj bi pripomogli k zmanjšanju vpliva turizma na tem območju. Vstop v kompleks je omejen na 2500 obiskovalcev na dan, dostop na goro Huayna Picchu pa na 400 obiskovalcev. Ti se morajo predhodno prijaviti med 07:00 in 10:00 uro.
V maju 2012 je skupina strokovnjakov za ohranjanje dediščine Unesca pozvala perujske oblasti, da sprejmejo "nujne ukrepe" za nadaljnjo stabilizacijo zavarovanosti tega območja in ga obvarujejo pred pritiskom turizma, še posebej v bližnjem mestu Aguas Calientes, ki se zelo hitro razvija na omejenem prostoru.

## V medijih in književnosti
Eno najbolj znanih del čilskega pesnika [Pablo Neruda|Pabla Nerude]] je Višine Machu Piccha, navdih zanjo je dobil v mestu:
»Machu Picchu es un viaje a la serenidad del alma, a la eterna fusión con el cosmos, allí sentimos nuestra fragilidad. Es una de las maravillas más grandes de Sudamérica. Un reposar de mariposas en el epicentro del gran círculo de la vida. Otro milagro más.«
(Machu Picchu je potovanje v čistost duše, v večno zlitje z vesoljem, tam smo čutili svojo šibkost. Je eden največjih čudežev Južne Amerike. Preostanek metuljev v žarišču velikega kroga življenja. Še en čudež več.)
Na lokaciji Machu Picchuja in njegovi okolici je bilo posnetih več filmov:
- 1954 film Skrivnost Inki, kjer je sodelovalo tudi petsto domačinov kot statisti;
- pokaže se tudi v filmu iz leta 2004, The Motorcycle Diaries, biografskem filmu, ki temelji na spominu na potovanje Che Guevara leta 1952;
- TV dokumentarec z naslovom Ghosts of Machu Picchu predstavlja odličen dokumentarni film o skrivnostih Machu Picchuja;
- Pesem Kilimandžaro v letu 2010 posnetem indijskem filmu Enthiran je bila posneta na Machu Picchuju;
- in drugih.

## 3D lasersko skeniranje mesta
V letih 2005 in 2009 je Univerza iz Arkansasa, ZDA, podrobno lasersko skenirala celotno mesto Machu Picchu in ruševine na vrhu sosednje gore Huayna Picchu. Univerza je dala podatke na razpolago na spletu za raziskovalne namene.